# 마카에 EFC
마카에 이스포르치 푸치보우 클루비(포르투갈어: Macaé Esporte Futebol Clube)는 브라질 리우데자네이루주에 있는 마카에를 연고로 하는 축구 클럽이다. 이 팀은 1990년에 창단되었으며, 2017년 현재 브라질 세리에 C에 출전하고 있다.

## 우승
- 캄페오나투 브라질레이루 세리에 C: 1

2014
- 캄페오나투 브라질레이루 세리에 D: 1

2009
- 캄페오나투 리우데자네이루: 1

1998

## 선수 명단

### 현역
참고: FIFA 자격 규정에 따라 소속된 국가대표팀 국기를 표시합니다. 선수는 복수의 FIFA 비회원국 국적을 가지고 있을 수 있습니다.
| 번호 | 포지션 | 국적     | 이름            |
| ---- | ------ | -------- | --------------- |
| -    | DF     | 우루과이 | 알바로 아체베도 |

| 번호 | 포지션 | 국적     | 이름          |
| ---- | ------ | -------- | ------------- |
| -    | MF     | 볼리비아 | 리카르도 로만 |

## 역대 감독
| 감독 | 임기 |
| ---- | ---- |
| 치타 | 2007 |
| 치타 | 2016 |